# Ter Leede (molen)
De molen Ter Leede is een wipmolen in Leerdam. De molen heeft tot 1940 samen met een tweede molen de polder Bruinsdel en Hoog-Leerbroek bemalen. Toen in dat jaar de bovenas van de molen die de 1e trap bemaalde brak, dreigde sloop voor beide molens. De glasfabriek kocht de molen die wij nu onder de naam Ter Leede kennen echter. In 1982 kocht de gemeente Leerdam de molen van de glasfabriek om hem te herstellen. In 1984 en in 2006 is de molen Ter Leede gerestaureerd. Bij de voltooiing van de restauratie van 1985 kreeg de molen zijn huidige naam.
De molen die sinds 1985 eigendom is van de SIMAV, is uitsluitend op afspraak te bezoeken.